# Anomala bottae
Anomala bottae är en skalbaggsart som beskrevs av Blanchard 1851. Anomala bottae ingår i släktet Anomala och familjen Rutelidae. Inga underarter finns listade i Catalogue of Life.